# Lisard Gonzàlez i Termens
Lisard Gonzàlez Termens (Barcelona, 26 d'agost del 1971) és un exjugador de bàsquet català de la dècada de 1990.

## Història
Lisard Gonzàlez tenia una altura d'1,99 metres i jugava en la posició d'aler. Format a les categories inferiors del FC Barcelona, va jugar tres temporades al primer equip del conjunt català, amb el qual va guanyar una Lliga ACB, una Copa del Rei i fou dos cops subcampió de la Copa d'Europa. La seva època daurada la va viure al Bàsquet Manresa, on va jugar cinc temporades, i va tornar a guanyar la Lliga ACB l'any 1996 i una altra Copa del Rei. Després va jugar a diferents clubs, entre ells els portuguesos del SL Benfica i el CAB Madeira. Va ser internacional amb la selecció espanyola cadet i júnior, amb la qual va aconseguir la medalla de bronze al campionat d'Europa Júnior de 1990.

## Trajectòria esportiva
- FC Barcelona: 1989-1992
- Argal Huesca: 1992-1993
- Gran Canària: 1993-1994
- TDK Manresa: 1994-1999
- Tau Vitòria: 1999
- SL Benfica Lisboa (Portugal): 2000
- Badajoz Caja Rural: 2000-2001
- Ulla Oil Rosalía: 2001-2002
- CAB Madeira (Portugal): 2002-2004

## Palmarès
- 2 Lligues ACB: (1989-90 i 1997-98)
- 2 Copes del Rei: (1990-91 i 1995-96)
- Medalla de Bronze al campionat d'Europa Júnior de Groningen 1990
- 2 vegades subcampió de la Copa d'Europa: (1989-90 i 1990-91)